# مجلة إيبلا
مجلة إيبلا هي مجلة تصدر بتونس منذ عام 1937 واسمها (IBLA) هو اختصار لاسم معهد الآداب العربية الجميلة الذي يشرف عليه الآباء البيض. وهي مجلة تهتم بنشر البحوث الأدبية والنقدية والتاريخية والأنثروبولوجية وغيرها مما يهتم بالحضارة العربية الإسلامية.
تصدر إيبلا باللغتين العربية والفرنسية.

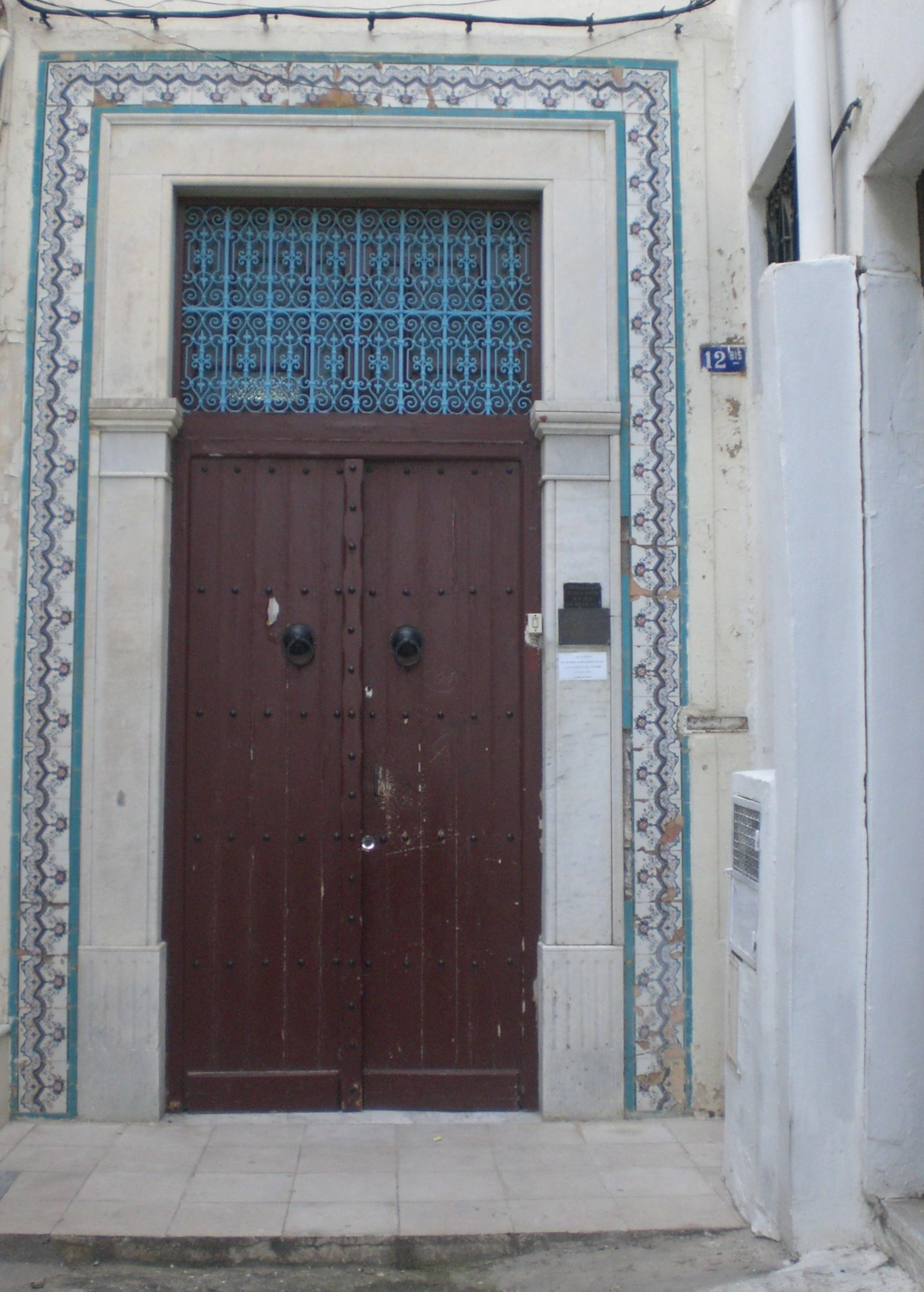
معهد الآداب العربية الجميلة بتونس الذي يصدر مجلة إيبلا

غلاف مجلة إيبلا بتاريخ 1946

## وصلة خارجية
مجلة إيبلا
1. 1 2 3  مذكور في: بوابة الرقم الدولي الموحد للدوريات. الرَّقم التَّسلسليُّ المِعياريُّ الدَّوليُّ (ISSN): 0018-862X. الناشر: ISSN International Centre. لغة العمل أو لغة الاسم: الإنجليزية.